# Vincenzo degli Azani
Vincenzo degli Azani, également connu comme Vincenzo da Pavia, Vincenzo Aniemolo, Vincenzo degli Azani da Pavia, Il Romano et Vincenzo Romano (né à Pavie en 1486 et mort dans la même ville le 16 juillet 1557), est un peintre italien,.Il a passé la majeure partie de sa vie à Palerme, à l'exception d'un séjour à Rome, où il a été influencé par Raphaël. 

## Biographie

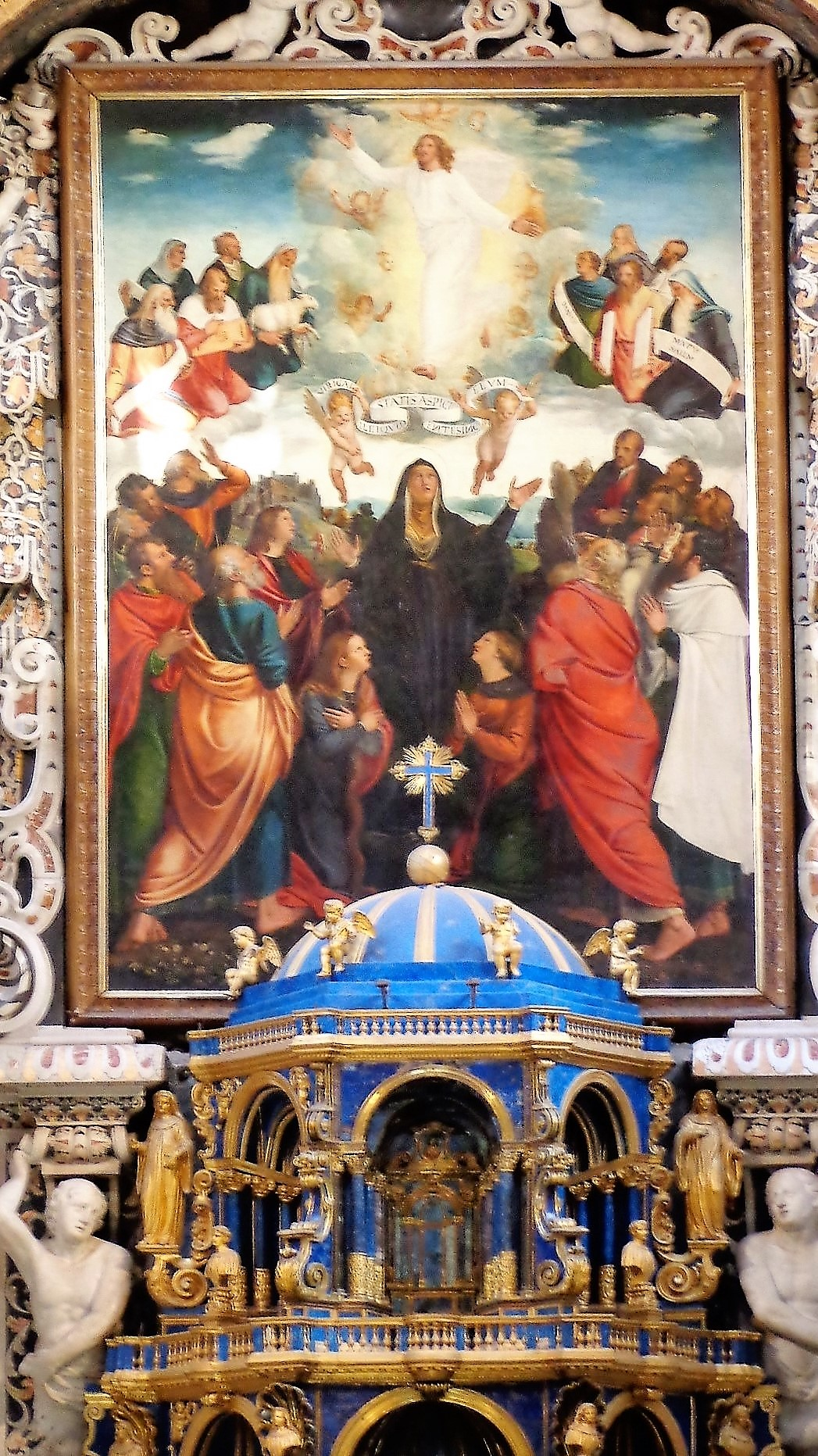
Ascension, Église de la Martorana, Palerme.

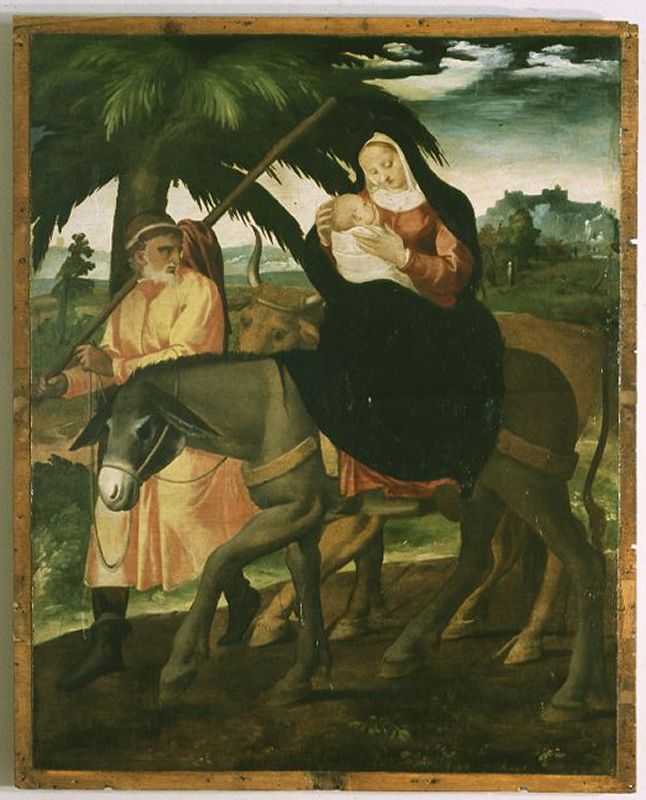
La Fuite en Égypte, Cappella dei Lombardi, église S.Giacomo la Marina, Palerme.

Pour les travaux et les activités, à l'exception de courts séjours d'études sur le continent, il est toujours rapporté en Sicile à Palerme, bien que ses contemporains témoignent à la fin du XVe siècle que Pavie est sa ville natale. Après avoir étudié les œuvres du Pérugin et d'autres maîtres de sa ville natale, il se rend à Rome où  il tombe sous l'influence de Raphaël, dont les œuvres ont  un grand impact sur son style, même si on ne sait pas s'il a été son élève. Vincenzo quitte la ville en 1527 au moment du pillage et retourne en Sicile, d'abord à Messine, puis à Palerme, où il vit jusqu'à sa mort.

## Œuvres
Il a laissé de nombreux tableaux dans les églises de Palerme dont la Vierge et l'Enfant entre quatre saints, à San Pietro Martire ; la Vierge du Rosaire, à San Domenico et un Sposalizio, à Santa Maria degli Angeli. 
Tous montrent de traces de l'influence de Raphaël. Une œuvre tardive, la Mort de la Vierge, pour la Chiesa del Carmine à Sciacca, basée sur une peinture du même sujet de l'artiste néerlandais Petrus Christus est restée inachevé à la suite de sa mort en 1557.